# Filandé
Filandé est une commune rurale située dans le département de Loropéni de la province du Poni dans la région Sud-Ouest au Burkina Faso.

## Histoire
Filandé a été fondé à la fin du XIXe siècle par l'ethnie Dogossè (incluse dans le groupe des Gourmantché) qui est venue peupler le nord de la région de Loropéni avec les Gan et les Dioula.

## Santé et éducation
Filandé accueille depuis mars 2018 un centre de santé et de promotion sociale (CSPS) tandis que le centre médical se trouve à Kampti et que le centre hospitalier régional (CHR) de la province est à Gaoua.